# Flügelnüsse
Die Flügelnüsse (Pterocarya) sind eine Pflanzengattung in der Familie der Walnussgewächse (Juglandaceae). Die etwa sechs Arten sind in Südwest- und Ostasien verbreitet.

## Beschreibung

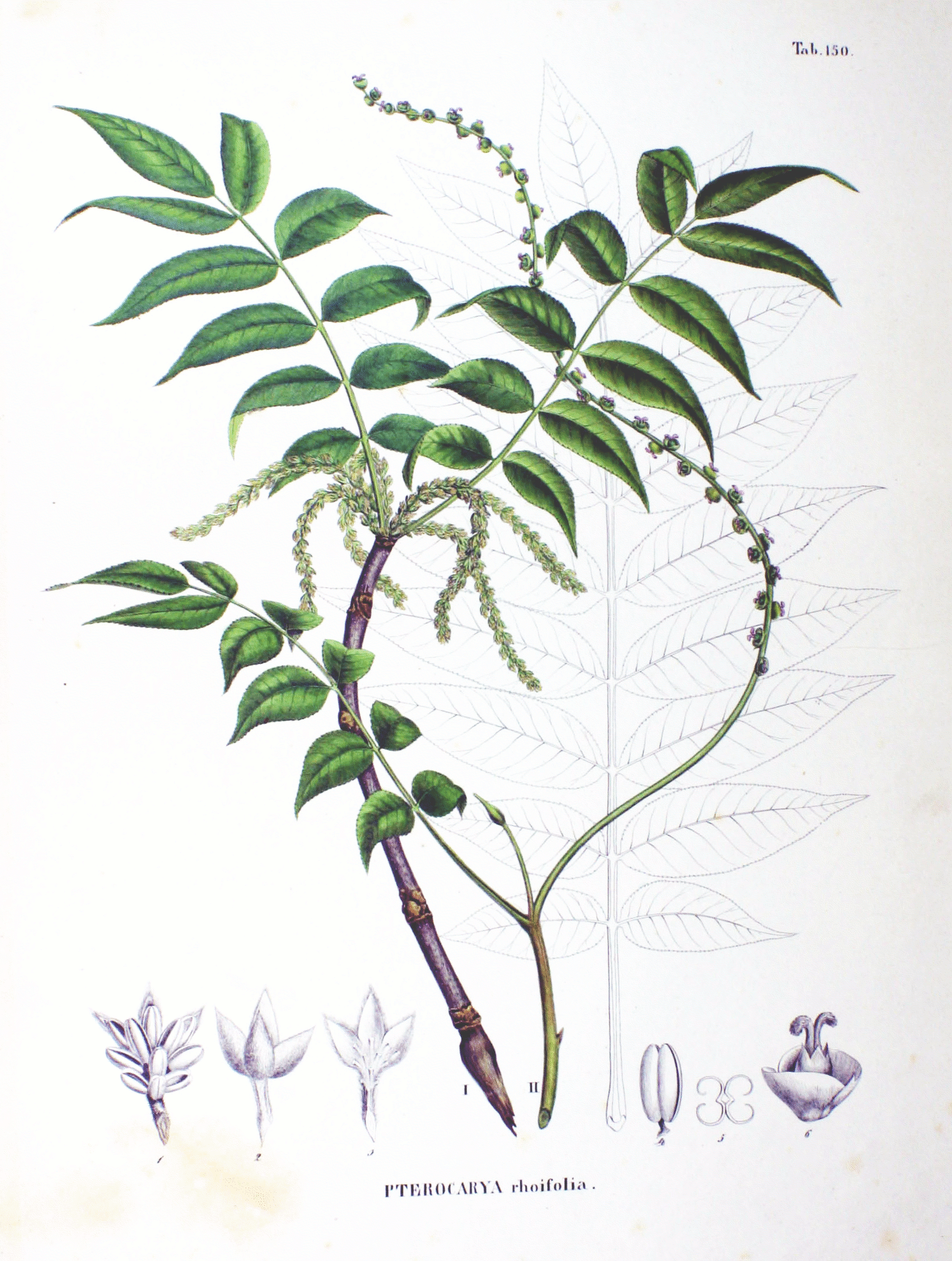
Illustration der Japanischen Flügelnuss (Pterocarya rhoifolia)

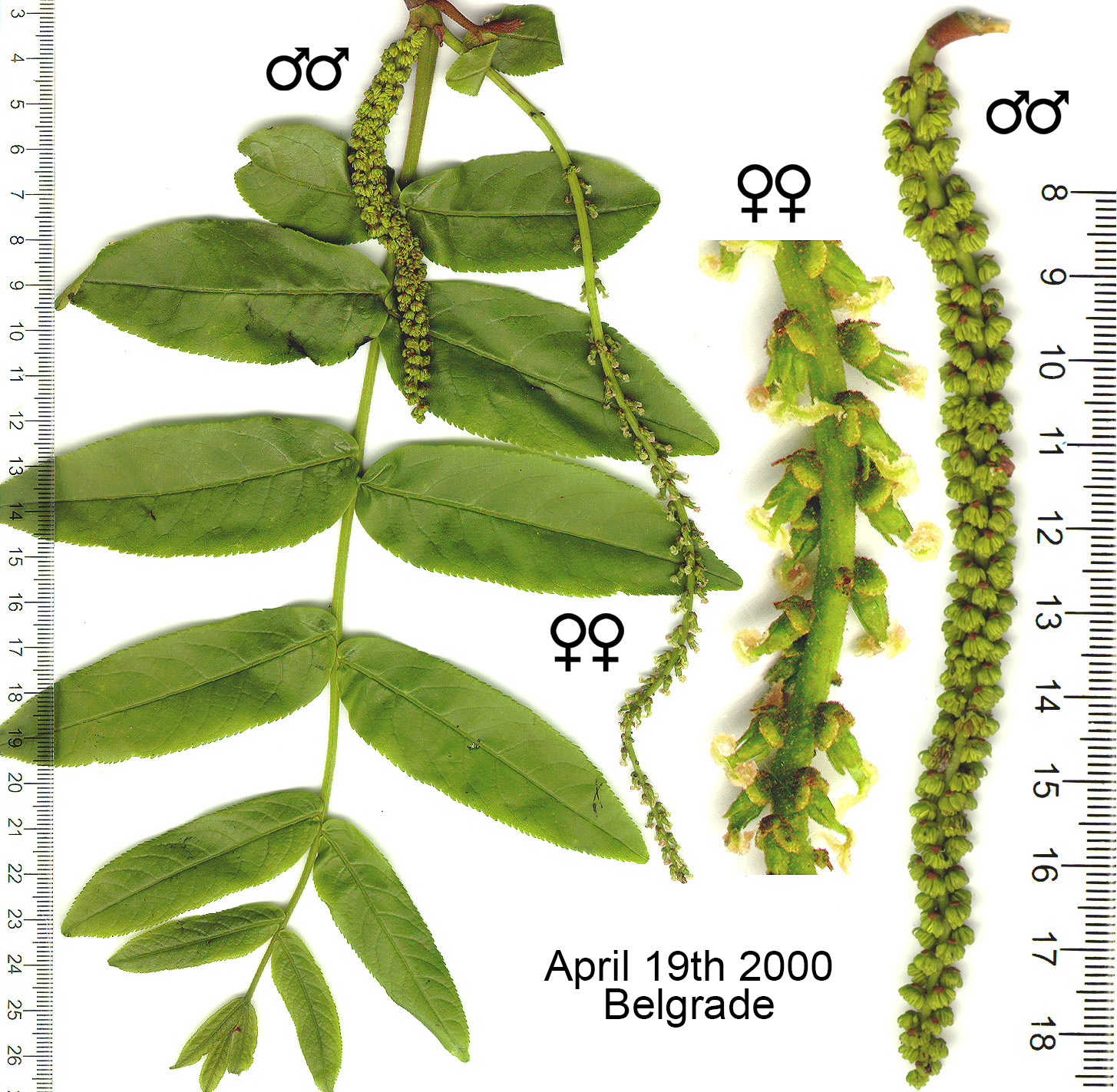
Gefiedertes Laubblatt. weiblicher und männlicher Blütenstand der Kaukasischen Flügelnuss (Pterocarya fraxinifolia)

### Vegetative Merkmale
Die Flügelnuss-Arten sind laubabwerfende, starkwüchsige Bäume. Die Zweige enthalten ein gekammertes Mark. Die nackten Endknospen sind länglich und besitzen zwei bis vier überlappende Knospenschuppen.
Die wechselständig angeordneten Laubblätter sind groß bis sehr groß. Die paarig oder unpaarig gefiederten Blattspreiten enthalten 5 bis 21, selten bis zu 25 Fiederblättchen. Die Blattränder sind gesägt. Nebenblätter fehlen.

### Generative Merkmale
Flügelnuss-Arten sind einhäusig getrenntgeschlechtig (monözisch); es befinden sich männliche und weibliche Blütenstände am selben Exemplar. Am alten oder jungen Holz befinden sich die seiten- oder endständigen, hängenden Blütenstände. In jeweils einem Blütenstand befinden sich nur Blüten eines Geschlechtes. Die männlichen ährigen Blütenstände befinden sich einzeln seitenständig am alten oder an der Basis des jungen Holzes. Die weiblichen ährigen Blütenstände befinden sich endständig am jungen Holz. Im männlichen Blütenstand sind unter jeder Blüte ein ganzrandiges Tragblatt und zwei Deckblätter vorhanden. Im weiblichen Blütenstand sind unter jeder Blüte ein relativ kleines, ganzrandiges, mit dem Fruchtknoten verwachsenes Tragblatt und zwei an ihrer Basis mit dem Fruchtknoten verwachsene, aber an der hinteren Seite fast freie Deckblätter vorhanden.
Die männlichen Blüten enthalten vier Kelchblätter und 5 bis 18 Staubblätter mit kahlen oder behaarten Staubbeuteln. Die weiblichen Blüten enthalten vier an ihrer Basis mit dem Fruchtknoten verwachsene, im oberen Bereich freie Kelchblätter; ihr Griffel ist kurz und endet in einer zweilappigen Narbe.
Der ährige Fruchtstand verlängert sich bis zur Fruchtreife. Die zweiflügeligen Flügelnüsse (Samara) sind an ihrer Basis vierkammerig.

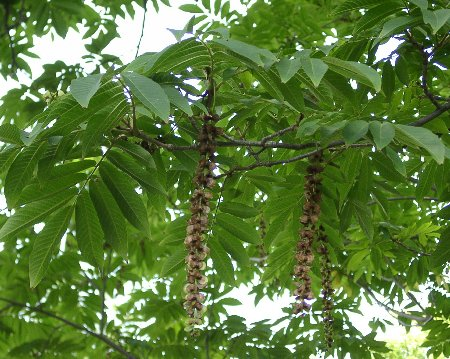
Japanische Flügelnuss (Pterocarya rhoifolia)

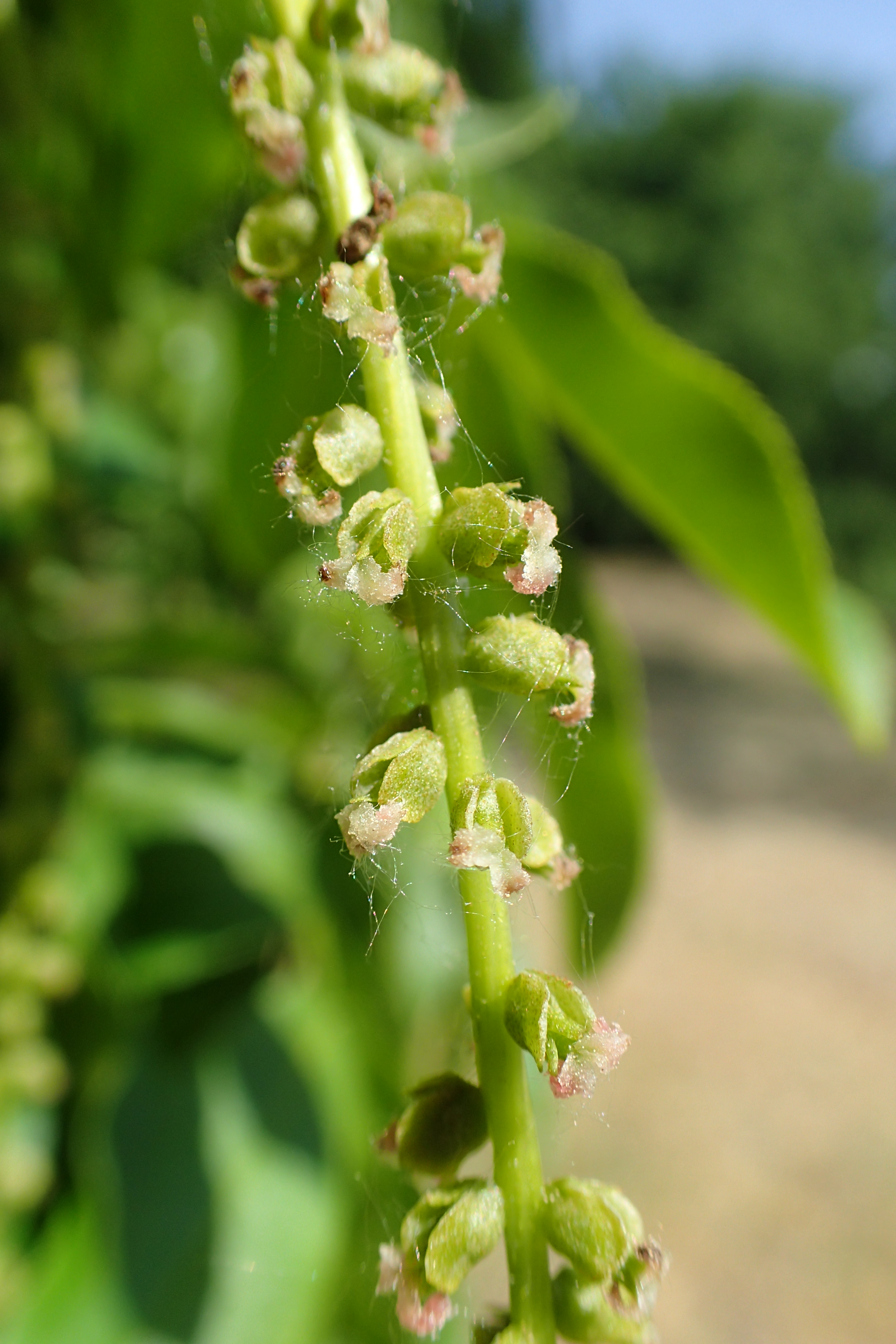
Blütenstand der Chinesischen Flügelnuss (Pterocarya stenoptera),

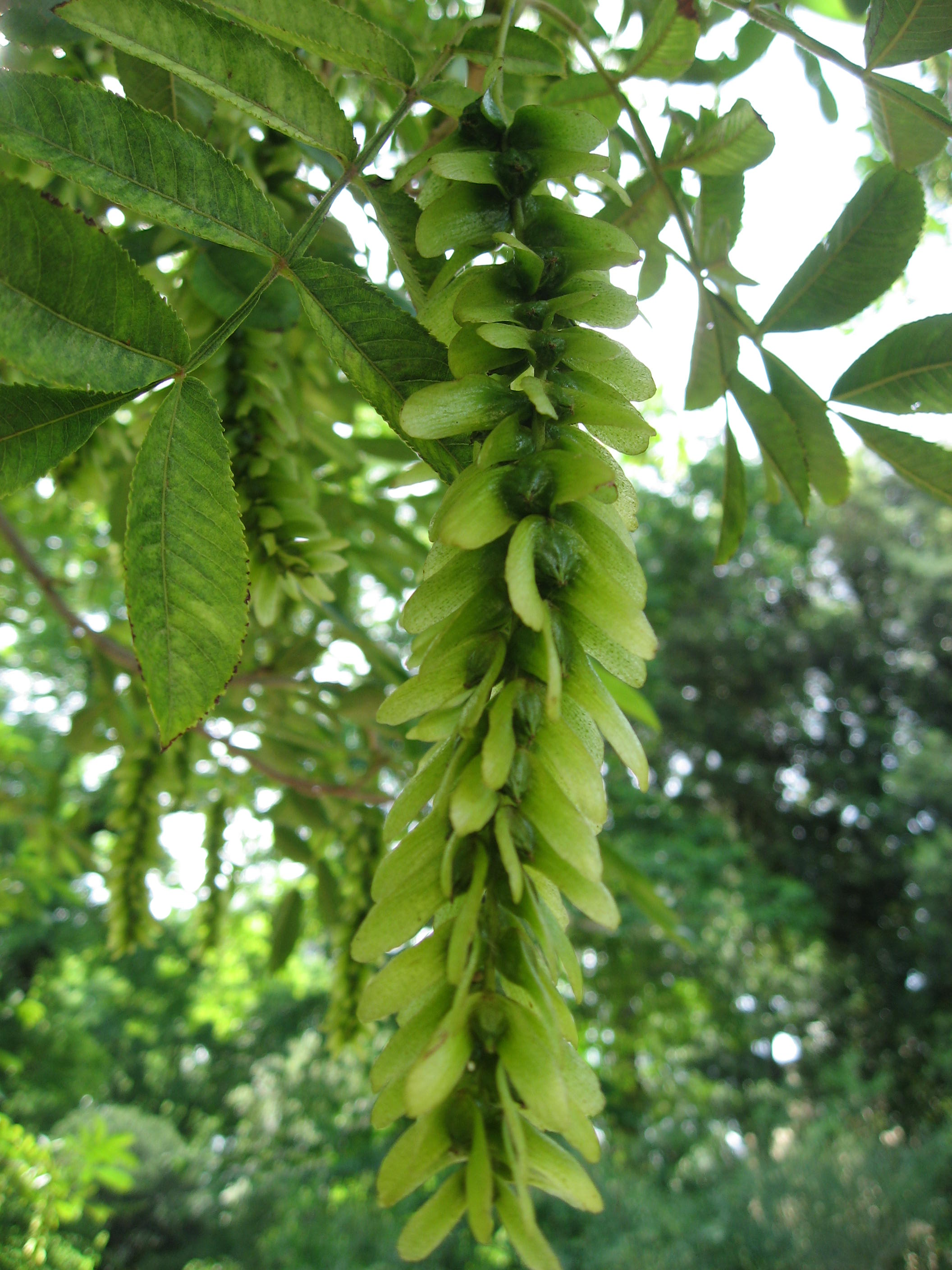
Chinesische Flügelnuss (Pterocarya stenoptera), fruchtend

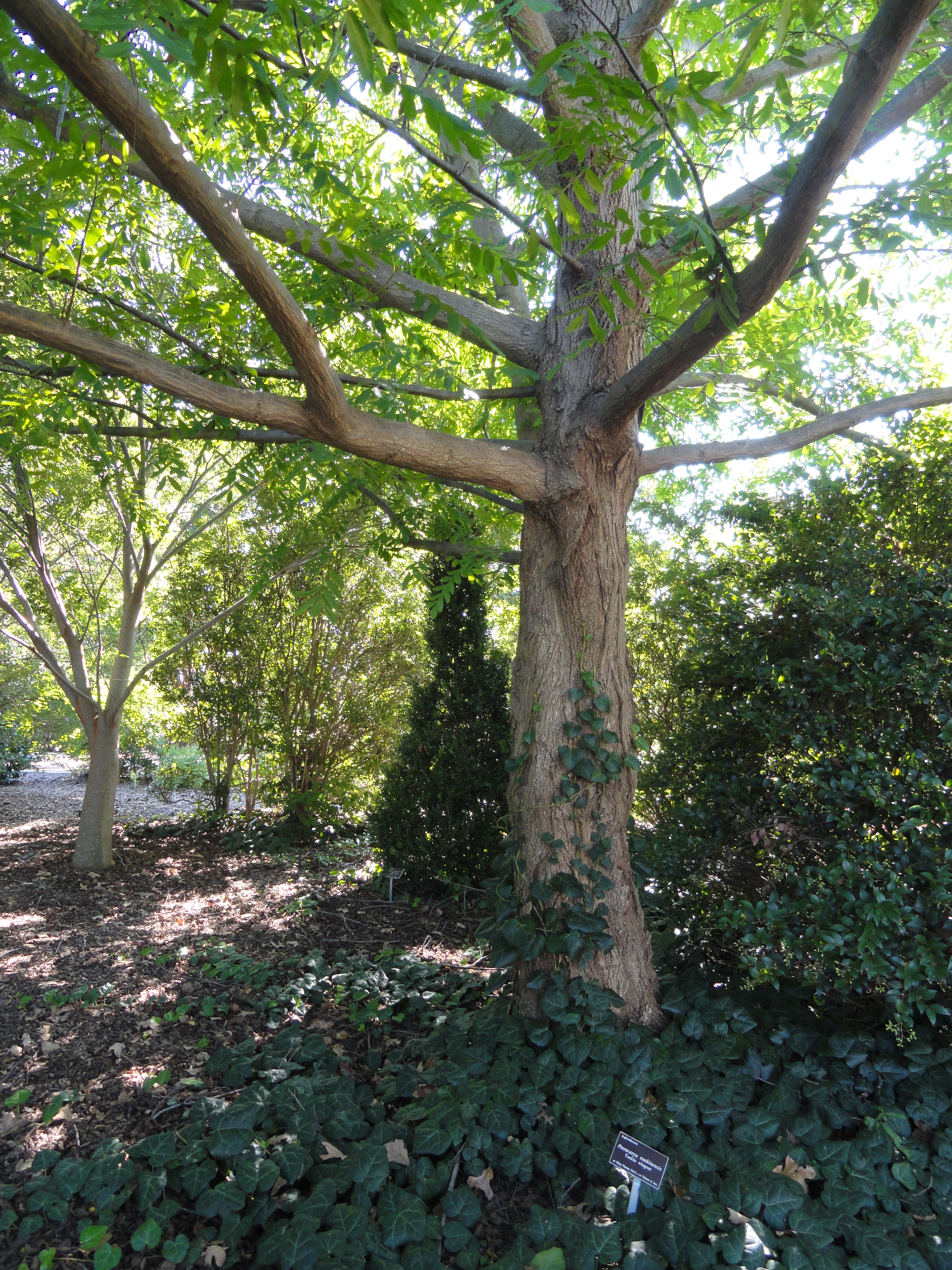
Habitus von Pterocarya tonkinensis

## Systematik und Verbreitung
Die Gattung Pterocarya wurde 1824 durch Karl Sigismund Kunth in Annales des Sciences Naturelles (Paris), 2, S. 345 aufgestellt. Typusart ist Juglans pterocarpa Michx.
Der Umfang der Gattung Pterocarya und der nahe verwandten Gattungen wurde kontrovers diskutiert. Die Revision der Gattung Pterocarya durch Song et al. 2020 verändert Art und Varietäten etwas und gliedert sie in zwei Sektionen.
- Sektion Platyptera: Sie enthält drei Arten und zwei Varietäten: Pterocarya rhoifolia, Pterocarya macroptera, Pterocarya delavayi
- Sektion Pterocarya: Sie enthält drei Arten und zwei Varietäten: Pterocarya fraxinifolia, Pterocarya hupehensis, Pterocarya stenoptera

Die Pterocarya-Arten sind in Asien verbreitet; man findet sie in China, im Kaukasusraum und im nördlichen Iran. In China kommen fünf Arten vor; zwei davon nur dort.
Zur Gattung Pterocarya gehören sechs Arten mit etwa vier Varietäten:
- Kaukasische Flügelnuss (Pterocarya fraxinifolia (Lam.) Spach), Syn.: Juglans fraxinifolia Lam., Pterocarya caucasica C.A.Mey., Pterocarya pterocarpa (Michx.) Kunth: Es gibt vielleicht zwei Varietäten:[4]
- Pterocarya delavayi Franch. (Syn.: Pterocarya macroptera var. delavayi (Franch.) W.E.Manning):[3] Sie gedeiht in Wäldern an Berghängen in Höhenlagen von 1900 bis 3300 Metern in Tibet und in den chinesischen Provinzen westliches Hubei, westliches Sichuan sowie nordwestliches Yunnan.[1]
  - Pterocarya fraxinifolia var. dumosa (Lavallée) C.K.Schneid.:[4] Sie ist nur aus Kultur bekannt, der Fundort einer Wildform ist unbekannt und ist 2020 nicht anerkannt.
  - Pterocarya fraxinifolia (Lam.) Spach var. fraxinifolia: Sie kommt in der Türkei, in Armenien, Aserbaidschan, Georgien sowie Litauen vor. Sie wird in einigen gemäßigten Gebieten angebaut:[4]
- Pterocarya hupehensis Skan: Sie gedeiht an Ufern von Fließgewässern in feuchten Wäldern  in Höhenlagen von 700 bis 2000 Metern in den chinesischen Provinzen nördliches Guizhou, westliches Hubei (nur im Changyang Xian), südliches Shaanxi sowie westliches Sichuan.[1]
- Pterocarya macroptera Batalin: Es gibt 2020 nur noch zwei Varietäten:[3]
  - Pterocarya macroptera var. insignis (Rehder & E.H.Wilson) W.E.Manning (Syn.: Pterocarya insignis Rehder & E.H.Wilson): Sie gedeiht in Wäldern an Berghängen in Höhenlagen von 1100 bis 2700 Metern in den chinesischen Provinzen westliches Hubei, Shaanxi, Sichuan, nordwestliches Yunnan sowie Zhejiang.[1]
  - Pterocarya macroptera Batalin var. macroptera: Sie gedeiht in Wäldern in Täler entlang von Bergbächen in Höhenlagen von 1600 bis 3500 Metern in den chinesischen Provinzen südöstliches Gansu, südliches Shaanxi sowie nordöstliches Sichuan.[1]
- Japanische Flügelnuss (Pterocarya rhoifolia Sieb. & Zucc., Syn.: Pterocarya sorbifolia Sieb. & Zucc.): Sie kommt in Japan und im Lao Shan in der chinesischen Provinz Shandong vor.[1]
- Pterocarya stenoptera: Es gibt seit 2020 zwei Varietäten:[3]
  - Chinesische Flügelnuss (Pterocarya stenoptera C.DC. var. stenoptera, Syn.: Pterocarya stenoptera C.DC.):[3] Sie ist Korea, Japan, Taiwan und in weiten Teilen Chinas verbreitet.[1]
  - Pterocarya stenoptera var. tonkinensis Franch. (Syn.: Pterocarya tonkinensis (Franch.) Dode):[3] Sie kommt in Laos und Vietnam und im südlichen Yunnan vor.[1]

Daneben gibt es noch die Hybride
- Pterocarya ×rehderiana C.K.Schneid.: Hybride aus Pterocarya fraxinifolia und Pterocarya stenoptera

Nach der Flora of China 2001 gehört die früher hier eingeordnete Art zur monotypischen Gattung Cyclocarya Iljinsk.:
- Pterocarya paliurus Batalin → Cyclocarya paliurus (Batalin) Iljinsk.

## Nutzung
Wenige Arten werden in den gemäßigten Gebieten als Zierpflanzen in Parks und Gärten verwendet.
Das Holz der Kaukasischen Flügelnuss ist eines der wertvollsten Furnierhölzer (»Kaukasisch Nussbaum«) für die Möbelherstellung.

## Weiterführende Literatur
- F. Mostajeran, Hamed Yousefzadeh, N. Davitashvili, Gregor Kozlowski, M. Akbarinia: Phylogenetic relationships of Pterocarya (Juglandaceae) with an emphasis on the taxonomic status of Iranian populations using ITS and trnH-psbA sequence data. In: Plant Biosystems, Volume 151, Issue 6, 2017, S. 1012–1021. doi:10.1080/11263504.2016.1219416

- Karte mit allen verlinkten Seiten:
- OSM |
- WikiMap